# Svenska mästerskapen i landsvägscykling 2017
Svenska mästerskapen i landsvägscykling 2017 arrangerades i Burseryd.

## Medaljörer

### Damer
| Gren                 | Guld                       | Silver                                    | Brons                               |
| Linjelopp            | Sara Penton Stockholm CK   | Ida Erngren Team Crescent D.A.R.E. CK     | Hanna Nilsson Åhus CK               |
| Tempolopp            | Lisa Nordén Stockholms CK  | Åsa Lundström Terrible Tuesdays Triathlon | Hanna Nilsson Åhus CK               |
| Linjelopp – juniorer | Clara Lundmark Norbergs CK | Johanna Johansson Kinds Go Green CK       | Matilda Luukkonen Kinds Go Green CK |
| Tempolopp – juniorer | Clara Lundmark Norbergs CK | Johanna Johansson Kinds Go Green CK       | Alva Lindfors Västerås CK           |

### Herrar
| Gren                 | Guld                                  | Silver                                       | Brons                                        |
| Linjelopp            | Kim Magnusson Team Tre Berg – Bianchi | Richard Larsén Team Tre Berg – Bianchi       | Alexander Wetterhall Team Tre Berg – Bianchi |
| Tempolopp            | Tobias Ludvigsson Jönköpings CK       | Alexander Wetterhall Team Tre Berg – Bianchi | Hampus Anderberg Halmstad CK                 |
| Linjelopp – juniorer | Jacob Eriksson Motala AIF CK          | Linus Kvist Motala AIF CK                    | Erik Bergström Frisk Motala AIF CK           |
| Tempolopp – juniorer | Christoffer Wall Halmstad CK          | Adam Svensson CK Bure                        | Erik Bergström Frisk Motala AIF CK           |

### Webbkällor
- www.scf.se, Läst 5 december 2018